# Al Fattan Tower
L'Al Fattan Tower est un gratte-ciel à structure béton de 51 étages construit de 2003 à 2006 à Dubaï dans le quartier de Dubaï Marina. La hauteur de la tour est de 245 mètres. Elle abrite des résidences. L'Al Fattan Tower forme avec l'Oasis Beach Tower une paire de tours jumelles. Le complexe comprend 229 unités luxueuses réparties en appartements de 2 et 3 chambres ainsi que des penthouses en duplex de 3 et 4 chambres; il y a des commerces situés au rez-de-chaussée.